# ندای وظیفه: جهان در جنگ
ندای وظیفه: جهان در جنگ (به انگلیسی: Call of Duty: World at War) یک بازی ویدیویی در سبک تیراندازی اول شخص است این بازی توسط شرکت تری آرک و ریبلاین ساخته و توسط اکتیویژن منتشر شد. بازی در سال ۲۰۰۸ برای ویندوز، پلی‌استیشن ۳، ایکس‌باکس ۳۶۰ منتشر شد. بازی پنجمین نسخه از سری ندای وظیفه است. بازی پیش زمینه داستانی سری بلک اپس است. داستان بازی مربوط به وقایع جنگ جهانی دوم است. حالت زامبی برای اولین بار در این سری وارد بازی شد که با استقبال گسترده مخاطبان همراه بود و پس از آن در اکثر نسخه‌های ندای وظیفه شاهد حالت زامبی هستیم. نسخه ویندوز موبایل بازی نیز توسط گلو موبایل ساخته شده است.
روایت بازی بر جنگ اقیانوس آرام و جبهه شرقی تمرکز دارد، جایی که ایالات متحده آمریکا، امپراتوری ژاپن، اتحاد جماهیر شوروی و آلمان نازی با هم در جنگ هستند. در بخش اول بازی بازیکن در نقش یکی از سپاه تفنگداران دریایی آمریکا به نام میلر در اقیانوس آرام در مبارزه با امپراتوری ژاپن است. در بخش دوم بازیکن در نقش یکی از سربازان ارتش سرخ به نام دیمیتری پترنکو است که به فرماندهی ویکتور رزنف در چند نبرد تاریخی با سربازان آلمانی مبارزه می‌کنند. مولفه‌های بخش چند نفره شامل حالت‌های مختلف بازی و سطح‌بندی مختلف که با پیشرفت در بازی، مشابه ندای وظیفه ۴ و بسیاری از نسخه‌های سری ندای وظیفه، سلاح‌ها و جوایز مختلف را در اختیار قرار می‌دهد. وسایل نقلیه، مانند تانک‌های مختلف که در نقشه آنلاین بازیکنان قادر به کنترل آنها هستند وجود دارد. همچنین بازی دارای یک محتوای قابل دانلود به نام "پک نقشه‌ها " است که به صورت آنلاین قابل خریداری است. در کنار بخش زامبی، ویژگی جدید اضافه شده به بازی قابلیت گیم پلی گروهی است که توانایی قرار دادن دو بازیکن و تا چهار بازیکن در بخش آنلاین را دارد.
مدت زمان توسعه بازی دوسال به طول انجامید و بعد از انتشار نسخه قبلی استدیو تری‌آرک، ندای وظیفه ۳ شروع شد که این بازی نیز مربوط به وقایع جنگ جهانی است. بازی با استفاده از موتور آی‌دبلیو که توسط اینیفتی وارد توسعه داده شده است ساخته شده است که این موتور در بخش صدا و افکت‌های تصویری توسعه داده شده است. تری آرک از این موتور بیشتر برای نشان دادن انفجارها در محیط، سوختن اشیا و جدا شدن اعضای مختلف در بازی را بهتر نشان بدهد. بازی توسط اکتیویژن در ۲۳ ژوئن ۲۰۰۸ منتشر شد.
ندای وظیفه: جهان در جنگ نظرات مثبتی را از سوی منتقدان برای شدت و ماهیت خشونت در بازی دریافت کرد. در نقطه مقابل بازی به دلیل کمبود خلاقیت نظرات منفی را نیز دریافت کرد. همچنین بازی یک موفقیت تجاری با فروش ۳ میلیون نسخه دو ماه اول انتشار در ایلات متحده، به حساب می‌آید. بازی به عنوان یکی از پر فروش‌ترین بازی‌های سال ۲۰۰۸ قرار گرفت. علاوه بر این، بازی به عنوان پیش زمینه سری بلک اپس نیز در نظر گرفته می‌شود که برخی شخصیت‌های بازی در ندای وظیفه: بلک اپس حضور پیدا می‌کنند. نسخه ایکس‌باکس ۳۶۰ از این بازی در سپتامبر ۲۰۱۶ با قابلیت سازگاری عقبرو برای اکس‌باکس وان قابل دسترسی قرار گرفت.
نمای کلی
ندای وظیفه: جهان در جنگ نسبت به نسخه‌های قبل دارای محتواهای بیشتری با مضامین بزرگسالانه است. بازی دارای پایان باز است و به بازیکن چندین راه برای انجام مأموریت را می‌دهد. اما با کنار گذاشتن این دو ویژگی جدید فعالیت‌های بازی همانند نسخه‌های پیشین است. بازیکن در کنار هم تیمی‌های هدایت شونده با هوش مصنوعی به مبارزه می‌پردازد. آنها در طول بازی با کاور کردن با تیراندازی برای عبور از آتش، کشتن دشمنان و پاکسازی اتاق‌ها برای ورود به آن، در بازی کمک می‌کنند.
در نسخه کنسول وی بازی، به جای استفاده از کنتلرهای معمولی مانند کنتلر ایکس‌باکس ۳۶۰ یا پلی‌استیشن ۳، از کنتلر مخصوص این کنسول به نام "Wii zapper" استفاده می‌شود. این کنتلر که شبیه به یک اسلحه طراحی شده است (در کنار Wii remote و nunchuk) با هدف‌گیری بر روی دشمنان، تیراندازی را شبیه‌سازی می‌کند.

## داستان
داستان در ۱۷ اوت ۱۹۴۲ در جزیره ماکین آغاز می‌شود. سرباز سی. میلر از سپاه تفنگداران دریایی ایلات متحده آمریکا توسط نیروهای ژاپنی دستگیر شده و شاهد شکنجه و مرگ هم‌گروهانی خود است و خود نیز در شرف اعدام است که توسط گروهی از آمریکایی‌ها به رهبری گروهبان تام سالیوان و سرجوخه روبوک نجات داده می‌شود. آن‌ها ژاپنی‌ها را می‌کشند و تهاجم آن‌ها را در جزیره دفع می‌کنند. پس از آن به نبرد پلیلیو می‌روند. پس از شکسته شدن خط دفاع ژاپنی در ساحل پلیلیو، میلر دو تانک تایپ ۹۷-چی‌های ژاپنی را از بین می‌برد و به تانک‌های آمریکایی این اجازه را می‌دهد که پیشروی کنند. در پایان مأموریت سالیوان توسط یک افسر ژاپنی به وسیلهٔ یک کاتانا کشته می‌شود. در ادامه روبوک به گروهبانی ترفیع پیدا می‌کند و جوخهٔ او در میان مرداب‌های پلیلیو پیش می‌روند و خدمهٔ ضدهوایی‌های ژاپنی را از بین می‌برند. در این میان میلر یک آتش‌افکن برای از بین بردن سنگرها و یک بازوکا برای از بین بردن تانک‌ها به دست می‌آورد.
در همین حال، در ۱۷ سپتامبر ۱۹۴۲ در جبههٔ شرق نبرد استالینگراد در جریان است. سرباز روسی، دیمیتری پترنکو زیر اجساد و خون همرزمانش در استالینگراد مدفون شده و سربازان آلمانی در حال پیدا کردن سربازان روس زنده در میان اجساد و زدن تیر خلاص هستند و فرماندهٔ دیمیتری نیز در اینجا کشته می‌شود. وقتی آلمانی‌ها می‌روند، دیمیتری با گروهبان ویکتور روزنف مصدوم ملاقات می‌کند که یکی از بازماندگان است و می‌گوید که او وظیفه داشته تا ژنرال آلمانی، هنریک امسل را که مسئول کشتار استالینگراد بوده، ترور کند. آن‌ها چند سرباز آلمانی را می‌کشند و راهشان را میان ساختمان‌ها و راه‌ها باز می‌کنند و با یک تک‌تیرانداز دوئل می‌کنند و سپس به باقیماندهٔ گروهان دیمیتری برمی‌خورند که قصد دارند دفتر پست عمومی را تصرف کنند. دیمیتری و رزنف از بالای یک ساختمان به نیروهای دیگر ارتش سرخ یاری می‌رسانند که به پست برسند و آنجا را بگیرند. سپس دیمیتری می‌تواند امسل را در حالی که در حال فرار است، به قتل برساند و سپس همراه رزنف، برای فرار از دست آتش بی‌امان آلمان‌ها پس از انجام ترور، به داخل رود ولگا می‌پرند. سه سال بعد، در حین نبرد ارتفاعات زی‌لو، در نزدیکی برلین دیمیتری به دست سربازان آلمانی افتاده، اما سر به زنگاه همرزمانش، از جمله رزنف می‌رسند و او را نجات می‌دهند و دیمیتری پس از نبرد استالینگراد بار دیگر رزنف را ملاقات می‌کند و به او می‌پیوندد. رزنف او را با دست راست خود، سرباز چرنوف آشنا می‌کند. آن‌ها خط‌های دفاعی آلمان‌ها را در هم می‌شکنند و دیمیتری نیز با یک بازوکا تانک‌های دشمن را نابود می‌کند و در نهایت یکی از کمپ‌های آلمان‌ها را تحت تصرف خود درمی‌آورند.
سپس داستان دوباره به جبهه‌های جنگ در میان اقیانوس آرام بازمی‌گردد. نیروهای آمریکایی در پللیو پیش می‌روند و میلر و گردانش توپخانه‌های دشمن را از بین می‌برند تا تانک‌ها یشان بتوانند پیش بروند. سپس آن‌ها از طریق تونل‌های زیرزمینی به نیروهای ژاپنی حمله می‌کند و توپخانه‌هایشان را از بین می‌برند تا به کشتی‌های آمریکایی اجازه بدهند که به یک دژ نزدیک شوند که بسیاری از قایق‌های آمریکایی را نابود کرده بود. سرانجام پللیو سقوط کرده و تحت تصرف آمریکایی‌ها درمی‌آید.
در شرق اروپا دیمیتری و رزنف سوار بر یک تانک تی-۳۴ خطوط آلمانی‌ها را می‌شکنند تا ارتش شوروی بتواند از خطوط آزاد شده خودشان را به قطار برسانند که به برلین می‌رود. سپس آلمانی‌ها به حومهٔ برلین رسیده و با آلمانی‌ها درگیر می‌شوند و می‌توانند آن‌ها را مجبور به عقب‌نشینی کنند و نبرد برلین آغاز می‌شود. سپس آن‌ها به نبرد در خیابان‌ها و ساختمان‌های برلین می‌پردازند و به تدریج در روزهای آینده به رایشستاگ نزدیک‌می‌شوند. واحد دیمیتری می‌تواند با حذف سربازان دشمن به متروی برلین و در آخر سه سرباز آلمانی در محاصرهٔ روس‌ها گیر می‌افتند. رزنف که از آلمان‌ها کینه به دل دارد، تسلیم شدن آن‌ها را نمی‌پذیرد و به دیمیتری حق انتخاب می‌دهد که یا آن‌ها را با گلوله بکشد یا آتش کوکتل مولوتف. کمی بعد آتش توپخانهٔ ارتش نازی شروع شده و بر سر آن‌ها می‌ریزد و واحد آن‌ها برای دوری از آتش توپخانهٔ دشمن وارد متروی برلین می‌شوند و در میان تونل‌ها و سکوهای مترو نبرد می‌کنند، تا اینکه امواج آب وارد تونل شده و دیمیتری نمی‌تواند از آنجا بگریزد و تقریباً در میان آن غرق می‌شود.
پس از آنکه پللیو به دست آمریکا می‌افتد، نبرد اکیناوا در جبههٔ اقیانوس آرام آغاز می‌شود و بازیکن در نقش لاک بازی می‌کند و با هواپیما کانسولیدیتد پی‌بی‌وای کاتالینا در حمله به سه کشتی بازرگانی شرکت می‌کند. در راه بازگشت به پایگاه، یک هواپیمای دیگر کاتالینا با نام رمزی سرچکشی توسط هواپیمای ژاپنی زیرو نابود می‌شود. ناوگان دریایی آمریکا مورد حمله قرار می‌گیرد و تنها هواپیما نزدیک که می‌تواند به آن‌ها کمک کند، هواپیمای آنهاست، که به سرعت به یاری آن‌ها می‌شتابد و بسیاری از ملوانان سرگردان در دریا را نجات داده و با قایق‌های ژاپنی و هواپیماهای کامی‌کازه مبارزه می‌کند. در حالی که هواپیمای آن‌ها در حال نابودی است و ناوگان هوایی آمریکا سر رسیده و زیروهای ژاپنی باقیمانده را نابود می‌کنند. در پی آن گردان میلر بر روی زمین در اکیناوا پیش می‌روند و سنگرهای ژاپنی را به همراه تیربارها یش از بین می‌برند تا تانک‌های آمریکایی بتوانند پیش روند. آمریکایی‌ها تا قلعهٔ شوری پیش می‌روند و در حالی که به نظر می‌رسد تقریباً پیروز شده‌اند، چند سرباز ژاپنی را می‌بینند که تسلیم شده‌اند. وقتی ریباک و پلانسکی جلو می‌روند تا آن‌ها را بگردند، متوجه می‌شود که نارنجک‌هاییرا زیر لباس‌شان قایم کردند و در اینجا میلر باید انتخاب کند که یا پلانسکی یا ریباک را نجات دهد. در اینجا ژاپنی‌های بی‌شماری به نیروهای باقیماندهٔ آمریکایی حمله می‌کنند و میلر با نیروهای هوایی تماس گرفته و با پشتیبانی هوایی می‌توانند قلعه را به‌طور کامل تصرف کرده و با نابود کردن آخرین سنگر ژاپنی‌ها، مقاومت آن‌ها را به‌طور کامل در هم می‌شکند.
در همین حین رزنف، دیمیتری را از میان آب‌های داخل مترو بیرون کشیده و به پیاده‌نظام شوروی می‌پیوندند. سپس ارتش سرخ به سمت رایشستاگ پیش می‌روند. در حین حمله به رایشستاگ و ورود به این ساختمان، چرنف با آتش‌افکن دشمن می‌سوزد و کمی بعد بر اثر جراحات وارده کشته می‌شود. دیمیتری، رزنف و دیگر سربازان شوروی وارد رایشستاگ شده و با کشتن سربازان مدافع آلمانی به بام رایشستاگ می‌رسند. دیمیتری پرچم شوروی را برمی‌دارد تا جای پرچم آلمان نازی بر فراز رایشستاگ به اهتزاز درآورد، اما یک سرباز آلمانی که در کمین است، به دیمیتری شلیک می‌کند و رزنف سرباز مهاجم را کشته و به دیمیتری کمک می‌کند تا پرچم شوروی را بیافرازد که علامت پیروزی شوروی در جنگ و پایان جنگ در اروپاست.

## بازتاب‌ها
| گردآورنده | امتیاز                                              |
| --------- | --------------------------------------------------- |
| متاکریتیک | (PC) 83/100 (PS3) 85/100 (Wii) 83/100 (X360) 84/100 |

| ناشر                   | امتیاز              |
| ---------------------- | ------------------- |
| گیم اینفورمر           | 8.75/10             |
| گیم‌اسپات               | 8.5/10              |
| گیم‌تریلرز              | 8.7/10 (Wii) 8.2/10 |
| آی‌جی‌ان                 | 9.2/10 (Wii) 8.0/10 |
| نینتندو پاور           | 8.0/10              |
| مجله رسمی نینتندو      | 92%                 |
| اواکس‌ام (بریتانیا)     | 9/10                |
| اواکس‌ام (ایالات متحده) | 7.5/10              |
| پی‌سی گیمر (بریتانیا)   | 77%                 |
| ایکس پلی               | 4/5                 |